# Jan Collsiöö
Rewent Jan-Olov ”Jan” Collsiöö, född 6 oktober 1938 i Karlskrona, är en svensk fotograf. Collsiöö har bland annat dokumenterat den svenska kungafamiljen, ubåten U 137:s grundstötning 1981 och högertrafikomläggningen 1967.